# Muzeul de Istorie Naturală din Londra
Muzeul de Istorie Naturală (engl. "Natural History Museum") din Londra este unul dintre cele mai mari muzee naturale din lume. El a fost clădit în anul 1860 fiind compus din trei muzee numite 
- "Exhibition Road", o clădire în stil bizantin, situată în cartierul "South Kensington"
- "Science Museum"
- "Victoria and Albert Museum"

Muzeul prezintă pe lângă exponate geologice și schelete, mulaje de animale fosile ca și schelete ale omului preistoric. Prin aceasta caută muzeul să demonstreze dependența omului de resursele naturale. Ca în multe muzee engleze, cu excepția unor sectoare, intrarea este gratuită.